# Вяйсяля, Ирьё
И́рьё Вя́йсяля (фин. Yrjö Väisälä, [ˈyrjø ˈʋæisælæ]; 6 сентября 1891, Утра, Контиолахти, Великое Княжество Финляндское, Российская империя — 21 июля 1971, Рюмяттюля, Финляндия) — финский астроном, оптик и геодезист, профессор, академик. Брат математика Калле Вяйсяля и метеоролога Вилхо Вяйсяля. Талантливый популяризатор астрономии, организовал любительские астрономические общества в Хельсинки и Турку.
Известен также как активный деятель международного эсперанто-движения, некоторое время возглавлял Международную ассоциацию учёных-эсперантистов.

## Биография
Родился 6 сентября 1891 в Утра, Контиолахти, на территории Великого княжества Финляндского в Российской империи.
Окончил Александровский университет в Хельсинки. После окончания университета работал математиком в страховой компании, в 1918—1923 — в Финском геодезическом институте.
С 1923 года работал в университете в Турку (в 1925—1951 — профессор физики, в 1927—1961 — также исполнял обязанности профессора астрономии).
В 1951 году основал при университете в Турку Астрономо-оптический институт (Исследовательский институт Туорла) и был его пожизненным директором. Член Финской АН и Академии Финляндии (1951).

## Научная деятельность

### Вклад в оптику
Разработал несколько методов контроля качества оптических элементов, а также их производства. За 7 лет до Б. Шмидта предложил использовать специально деформированную пластинку, устанавливаемую перед вогнутым зеркалом рефлектора для коррекции его поля (однако, это предложение осталось неопубликованным). Узнав о предложении Шмидта, Вяйсяля доработал его идею и предложил применять корректирующую линзу перед фотопластиной.
Был одним из пионеров создания жидких зеркал из ртути.

### Вклад в геодезию
В 1920-30 годах во время проведения крупномасштабных триагуляционных измерений на территории Финляндии Вяйсяля для создания сильно удалённых триангуляционных вершин предложил использовать проблесковые огни на воздушных шарах или больших пиротехнических ракетах. Точное положение огня на фоне далёких звёзд давало возможность определять положение одной наблюдательной камеры, точно зная положение другой. Эта идея, однако, требовала наблюдательных камер большей точности, чем тогда были доступны, и была отвергнута. Позже, однако, эксперименты по использованию этой «звёздной» триангуляции были успешно проведены в 1959 году. Преимущество этого метода перед обычной геодезической триангуляцией заключалось в том, что при достаточно большой высоте источника света было возможно связать в одну систему пункты, находящиеся на очень больших расстояниях друг от друга, даже расположенные на разных континентах. Впоследствии на этих идеях основывались современные методы глобальной и локальной спутниковой геодезии.
Разработал способ определения положения оси вращения Земли с помощью т. н. зенитного телескопа (вертикальное направление которого определялось отвесом, установленным внутри трубы); благодаря этому инструменту Обсерватория Туорла в 1960-х годах удерживала пальму первенства в определении положения Северного полюса.

### Астрономия
Под руководством Вяйсяля обсерватории Турку и Туорла занимались поиском комет и астероидов (в общей сложности его группой было открыто 7 комет и 807 астероидов).
Для этой громадной работы Вяйсяля разработал новый способ, который заключался в том, что одна и та же область неба фотографировалась на одну и ту же светочувствительную пластинку с разницей в 2-3 часа с необходимой компенсацией экспозиции. При анализе изображений обращалось внимание на пары точек, отличавшихся от общего фона своей насыщенностью — они соответствовали движущимся объектам, а области с такими изменениями заслуживали особого внимания. Данный способ позволял вдвое сократить расход светочувствительного материала по сравнению со стандартным на то время способом обнаружения астероидов (метода блинк-компарации, которым был открыт, например, Плутон).
К числу наиболее значимых открытий Вяйсяля можно отнести открытие двух периодических комет 40P/Väisälä и 139P/Väisälä-Oterma (последняя была обнаружена совместно с Лийси Отерма и была сначала классифицирована как астероид 1939 TN).

#### Открытые астероиды
Сам Вяйсяля открыл 128 астероидов. Часть из них он называл именами своих друзей в честь их дней рождения. Один из астероидов он назвал в честь профессора Матти Паломаа (по этой причине сотрудники обсерватории Паломар, на которой было открыто множество астероидов, не могли впоследствии назвать какой-нибудь из них «Паломар» — по правилам наименования астероидов их имена должны отличаться более чем на одну букву).
Астероиды, открытые Вяйсяля:
| 1391 Carelia     | 1398 Donnera     | 1405 Sibelius     | 1406 Komppa        | 1407 Lindelöf   |
| (1421) Эсперанто | 1424 Sundmania   | 1446 Sillanpää    | 1447 Utra          | 1448 Lindbladia |
| (1449) Виртанен  | 1450 Raimonda    | 1451 Granö        | 1453 Fennia        | 1454 Kalevala   |
| 1460 Haltia      | (1462) Заменгоф  | 1463 Nordenmarkia | 1471 Tornio        | 1472 Muonio     |
| 1473 Ounas       | 1477 Bonsdorffia | 1478 Vihuri       | 1479 Inkeri        | 1480 Aunus      |
| 1483 Hakoila     | 1488 Aura        | 1492 Oppolzer     | 1494 Savo          | 1495 Helsinki   |
| 1496 Turku       | 1497 Tampere     | 1498 Lahti        | 1499 Pori          | 1500 Jyväskylä  |
| (1503) Куопио    | 1518 Rovaniemi   | 1519 Kajaani      | 1520 Imatra        | 1521 Seinäjoki  |
| 1523 Pieksämäki  | 1524 Joensuu     | 1525 Savonlinna   | 1526 Mikkeli       | 1527 Malmquista |
| (1529) Отерма    | 1530 Rantaseppä  | 1532 Inari        | 1533 Saimaa        | 1534 Näsi       |
| 1535 Päijänne    | 1536 Pielinen    | (1541) Эстония    | 1542 Schalén       | 1548 Palomaa    |
| 1549 Mikko       | 1551 Argelander  | 1552 Bessel       | (1567) Аликоски    | 1631 Kopff      |
| 1646 Rosseland   | 1656 Suomi       | 1659 Punkaharju   | 1677 Tycho Brahe   | 1678 Hveen      |
| 1696 Nurmela     | 1699 Honkasalo   | 1723 Klemola      | 1740 Paavo Nurmi   | 1757 Porvoo     |
| 1883 Rimito      | 1928 Summa       | 1929 Kollaa       | 1947 Iso-Heikkilä  | 2020 Ukko       |
| 2067 Aksnes      | 2091 Sampo       | 2096 Väinö        | 2194 Arpola        | 2204 Lyyli      |
| 2243 Lönnrot     | (2258) Виипури   | 2292 Seili        | 2299 Hanko         | 2333 Porthan    |
| 2379 Heiskanen   | 2397 Lappajärvi  | 2454 Olaus Magnus | (2464) Норденшёльд | 2479 Sodankylä  |
| 2486 Metsähovi   | 2502 Nummela     | 2512 Tavastia     | 2535 Hämeenlinna   | 2638 Gadolin    |
| 2639 Planman     | 2678 Aavasaksa   | 2679 Kittisvaara  | 2690 Ristiina      | 2715 Mielikki   |
| 2716 Tuulikki    | 2733 Hamina      | 2737 Kotka        | 2750 Loviisa       | 2802 Weisell    |
| 2820 Iisalmi     | 2826 Ahti        | 2885 Palva        | 2898 Neuvo         | 2962 Otto       |
| 2972 Niilo       | 3037 Alku        | 3099 Hergenrother | (3166) Клондайк    | 3212 Agricola   |
| 3223 Forsius     | 3272 Tillandz    | 3281 Maupertuis   | 3522 Becker        | 3606 Pohjola    |
| 3897 Louhi       | 4181 Kivi        | 4266 Waltari      | 4512 Sinuhe        | 5073 Junttura   |
| (5153) 1940 GO   | (6073) 1939 UB   | 6572 Carson       |                    |                 |

## Память о Вяйсяля
- Имя Вяйсяля носит Институт космической физики и астрономии университета Турку[4].
- Именем Вяйсяля названы кратер на Луне и астероид (1573) Väisälä.